# Волоколамский укрупнённый сельский район
Волоколамский укрупнённый сельский район — административно-территориальная единица в составе Московской области РСФСР в 1963—1965 гг.
Район был образован в соответствии с объединённым решением исполнительных комитетов промышленного и сельского областных Советов от 30 декабря 1962 года и утверждён указом Президиума Верховного совета РСФСР от 1 февраля 1963 года, а его состав и административно-территориальное деление определены объединённым решением промышленного и сельского исполкомов области от 27 апреля 1963 года. Волоколамский укрупнённый сельский район стал одним из 12 укрупнённых сельских районов, образованных в новых границах вместо 34 упразднённых районов Московской области.
В состав района вошли сельские территории 57 сельских советов трёх упразднённых районов — Волоколамского, Лотошинского и Шаховского. Административным центром стал город Волоколамск.
Таким образом, в Волоколамский укрупнённый сельский район были включены:
- Болычевский, Волоколамский, Горбуновский, Ждановский, Ильинский, Ильинский-Ярополецкий, Кашинский, Курьяновский, Матрёнинский, Никитский, Никольский, Осташёвский, Поповкинский, Привокзальный, Спасский, Строковский, Судниковский, Таболовский, Тереховский, Теряевский, Токарёвский, Ханевский, Чащинский, Ченецкий, Черневский, Чисменский, Шестаковский и Ярополецкий сельсоветы из Волоколамского района;
- Введенский, Калицинский, Клусовский, Кругловский, Кульпинский, Микулинский, Михалёвский, Монасеинский, Нововасильевский, Ошейкинский, Узоровский, Ушаковский и Шестаковский сельсоветы из Лотошинского района;
- Белоколпский, Бухоловский, Волочановский, Дорский, Житонинский, Ивашковский, Игнатковский, Косиловский, Лобановский, Николо-Дуниловский, Новоникольский, Паршинский, Раменский, Серединский, Судисловский и Черленковский сельсоветы из Шаховского района.

26 августа 1963 года из состава района в административное подчинение городу Волоколамску был передан посёлок Привокзальный, а посёлок Лотошино, ранее находившийся в административном подчинении городу, был включён в Волоколамский укрупнённый сельский район.
Вскоре Шестаковский сельсовет, входивший в состав Лотошинского района, был переименован в Савостинский.
В 1964 году Привокзальный сельсовет был упразднён, а относящиеся к нему селения Пагубино, Холстинино, Тимошево, Лихачёво, Козино, Крюково, Терентьево и Грядки переданы Волоколамскому сельсовету. Территория упразднённого Строковского сельсовета была передана Ченецкому сельсовету, а упразднённого Чащинского сельсовета — Теряевскому сельсовету, из состава которого Шестаковскому сельсовету были переданы населённые пункты Балобаново, Калеево, Калуево, Пекшево, Покровское и Смольниково. Из Осташёвского сельсовета в Тереховский сельсовет были переданы селения Середниково, Жулино и Тепнево, а в обратном направлении — селения Новое Ботово, Таршино и Руза. Деревни Стрешневы Горы и Редькино Михалёвского сельсовета передали Монасеинскому сельсовету, деревни Репотино и Канаево Серединского сельсовета — Дорскому сельсовету. Селения Апухтино и Никитино Токарёвского сельсовета перешли в Сумароковский сельсовет Можайского укрупнённого сельского района.
В конце 1964 года разделение органов управления по производственному принципу было признано нецелесообразным и указом Президиума Верховного совета РСФСР от 21 ноября и исполняющим его решением Мособлисполкома от 11 января 1965 года все укрупнённые сельские районы Московской области были упразднены и восстановлены обычные районы, в частности Волоколамский, Лотошинский и Шаховской на территории Волоколамского укрупнённого сельского района.